# 베르나르도 데 갈베스

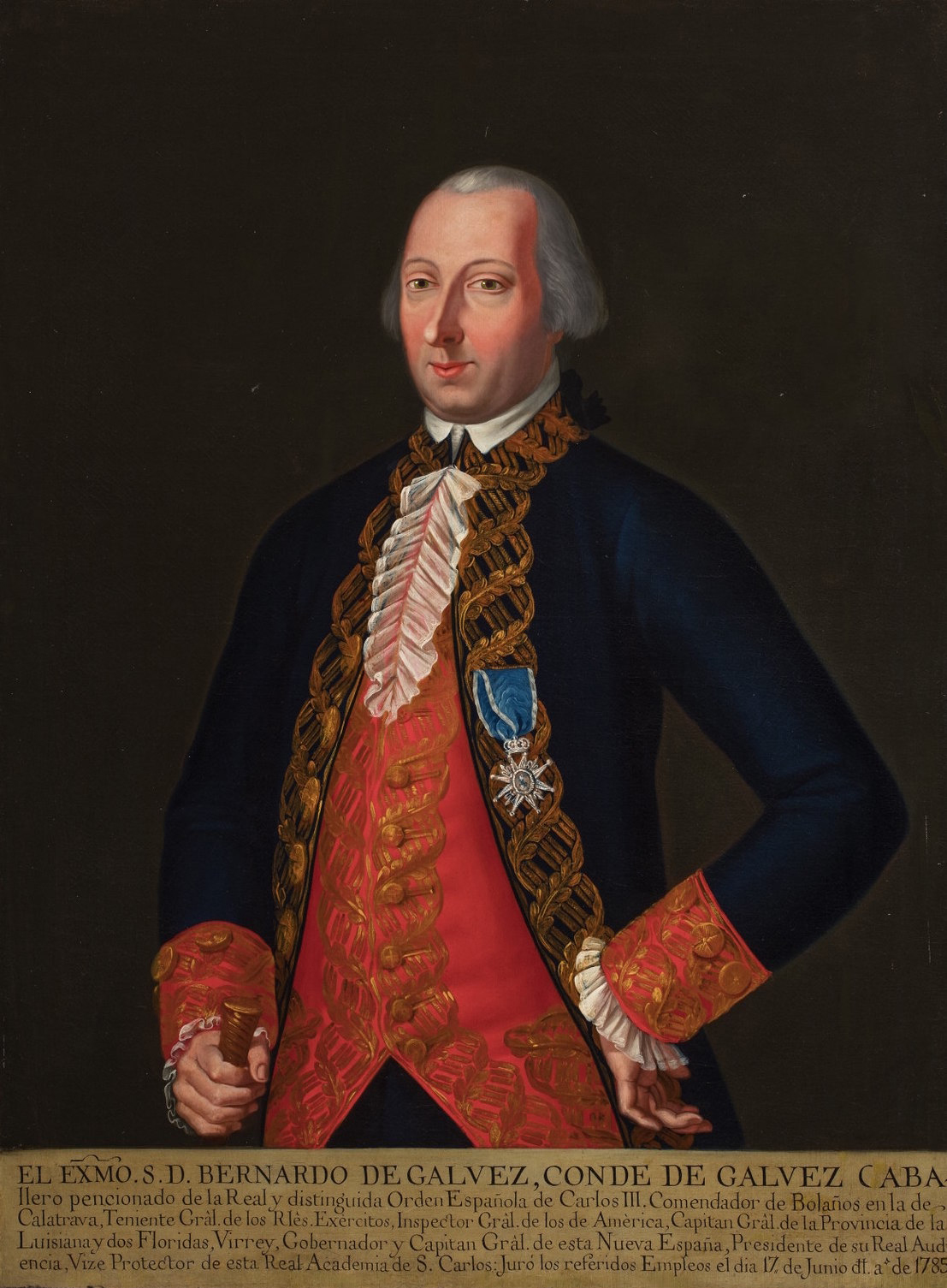

베르나르도 비센테 데 갈베스 이 마드리드, 초대 갈베스 백작 (1746년 7월 23일 ~ 1786년 11월 30일)은 스페인 군사 지도자이자 정부 관리로, 스페인령 루이지애나와 쿠바의 식민 총독을 지냈고, 이후 누에바에스파냐의 부왕을 지냈다.
16세부터 직업 군인이 된 갈베스는 유럽, 아메리카, 북아프리카에서 여러 전쟁에 참전한 베테랑이었다. 루이지애나 총독으로 재직하는 동안 스페인 왕실의 명령에 따라 미국 독립 전쟁에서 식민지 주민과 프랑스 동맹국을 지원하여 중요한 보급선을 확보하고 멕시코만 해안에서 영국군의 작전을 방해하는 데 기여했다. 갈베스의 지휘 아래 스페인군은 여러 전장에서 승리를 거두었으며, 특히 서플로리다를 정복하고 멕시코만에서 영국 해군의 존재를 제거했다. 이 전역으로 파리 조약에서 플로리다 전체가 공식적으로 스페인에 반환되었으며, 그는 이 조약의 초안을 작성하는 데 역할을 했다.
갈베스의 행동은 미국 독립 전쟁에 기여했으며, 그를 스페인과 새로 독립한 미국 양쪽에 영웅으로 만들었다. 미국 의회는 그의 초상화를 국회의사당에 걸기 위해 노력했고, 마침내 2014년에 그렇게 했다. 그는 스페인 정부로부터 많은 작위와 명예를 받았으며, 1783년에는 그의 아버지 마티아스 데 갈베스 이 가야르도의 뒤를 이어 스페인에서 가장 가치 있는 영토 중 하나인 누에바에스파냐의 부왕으로 임명되었다. 그는 발진티푸스로 사망할 때까지 재직했다.
미국에서는 다소 잊혀졌지만, 갈베스는 한때 스페인의 북미 영토의 일부를 형성했던 남부 및 서부 주들을 포함한 많은 미국인들에게 여전히 높은 존경을 받고 있다. 갈베스의 날은 펜서콜라에서 지역 공휴일로 기념되며, 갤버스턴과 갈베스 (루이지애나주)를 포함한 여러 장소가 그의 이름을 따서 명명되었다. 2014년, 갈베스는 명예 미국 시민권을 받은 단 8명 중 한 명이 되었다.

## 출신과 군 경력
베르나르도 데 갈베스는 1746년 7월 23일 스페인 말라가도의 산악 마을인 마차라비아야에서 태어났다. 그는 마티아스 데 갈베스와 그의 아내 마리아 호세파 데 마드리드의 아들이었으며, 마리아는 베르나르도가 2살 때 사망했다. 그는 아빌라 아카데미에서 군사학을 공부했고 16세에 포르투갈 스페인 침공에 참여했다. 이 침공은 스페인군이 알메이다를 점령한 후 중단되었다. 이 분쟁 후에 그는 보병 중위로 진급했다. 그는 1769년에 누에바에스파냐 부왕령(현재 멕시코와 몇몇 미국 주)에 도착했다. 대위로서 그는 아파치족과 싸웠으며, 그의 오파타 인디언 동맹군과 함께했다. 그는 여러 번 심각한 부상을 입었다. 1770년, 그는 누에바에스파냐 북부 지방인 누에바 비스카야와 소노라주의 병력 사령관으로 진급했다.

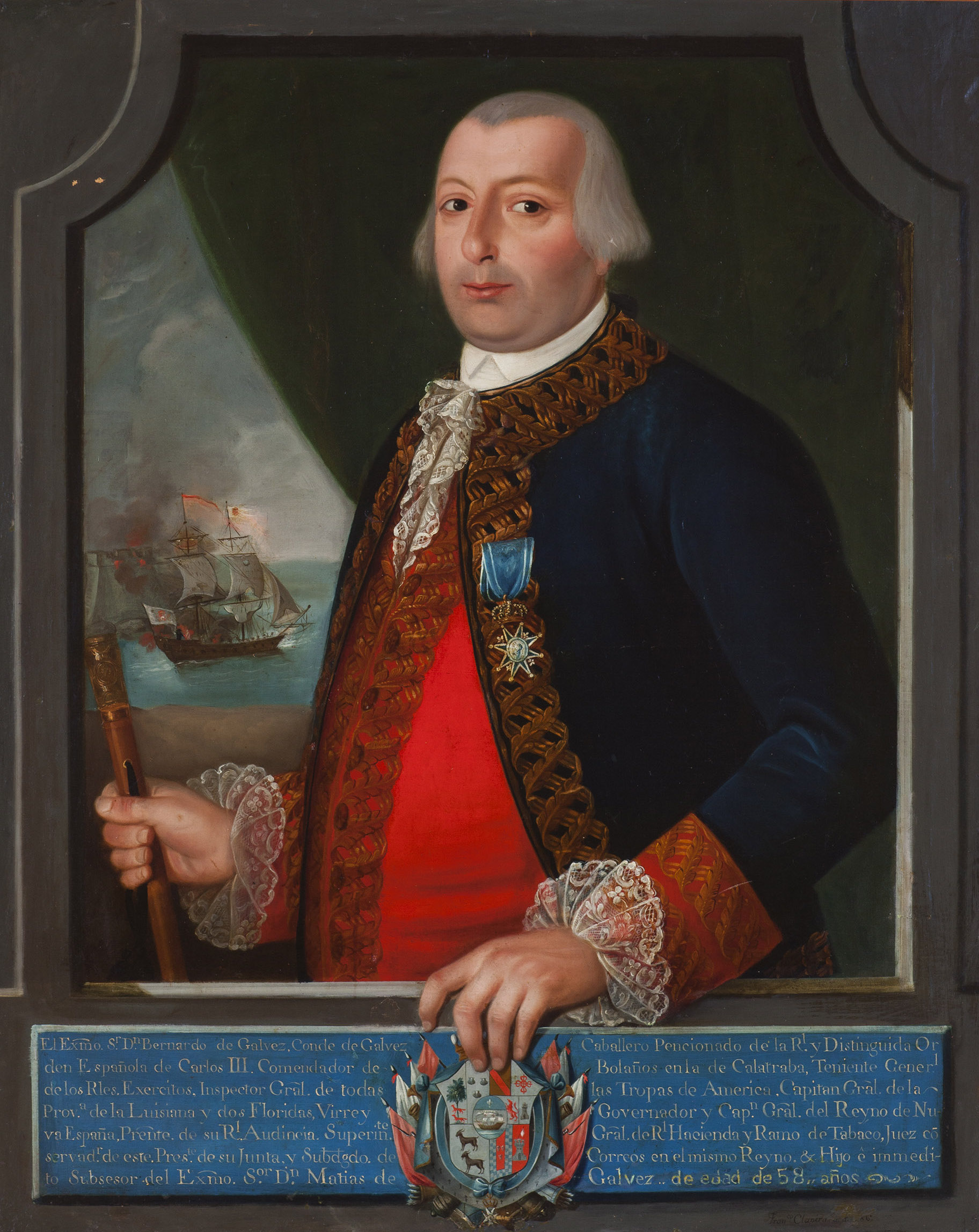
누에바에스파냐의 부왕으로 그려진 베르나르도 데 갈베스, c. 1785

1772년, 갈베스는 그의 삼촌 호세 데 갈베스와 함께 이베리아 반도의 스페인으로 돌아왔다. 후에 그는 프랑스 포로 보내져 왕립 칸타브리아 연대에서 3년간 복무했다. 그곳에서 그는 엘리트 프랑스-스페인 연대에서 프랑스어를 배웠고, 이는 루이지애나 총독이 되었을 때 큰 도움이 될 것이었다. 갈베스는 1775년 세비야로 전근되었고, 이후 알레한드로 오레일리의 비참한 알제 원정에 참여하여 도시를 지키던 요새에 대한 스페인의 공격 중 심각한 부상을 입었다. 그 후 그는 아빌라 군사 아카데미의 교수로 임명되었고 중령으로 진급했으며, 1776년에는 대령이 되었다.

## 스페인령 루이지애나 총독
1777년 1월 1일, 베르나르도 데 갈베스는 옛 프랑스령 루이지애나의 새로운 총독이 되었다. 이 지역은 스페인이 프랑스 편에 서서 7년 전쟁에 참전하라는 권유를 받은 후, 플로리다를 영국에 잃은 것에 대한 보상으로 1762년에 스페인에 할양되었다.
1777년 11월, 갈베스는 프랑스 태생의 질베르 앙투안 드 생-막상과 크리올 엘리자베스 라 로슈의 크리올인 딸이자 장 바티스트 드에스트르한이라는 프랑스 고위 식민지 관료의 아들 장 바티스트 오노레 드에스트르한의 젊은 과부였던 마리 펠리시테 드 생-막상 데스트르앙과 결혼했다. 프랑스인의 딸과의 이 결혼은 갈베스가 현지 크리올 인구의 환심을 사는 데 도움이 되었다. 그들은 미겔, 마틸데, 과달루페 세 자녀를 두었다.
총독으로서 갈베스는 영국 밀수 단속 및 프랑스와의 무역 증진을 통해 반영 정책을 시행했다. 그는 이 지역에서 영국 이익에 손해를 입혔고, 미국 독립 전쟁 동안 조지 워싱턴의 군대에 보급품이 도달할 수 있도록 길을 열어두었다. 그는 1779년에 갈베스 타운을 건설했고, 누에바 이베리아의 식민지화를 장려했으며, 쿠바 및 유카탄과의 자유 무역을 확립했다. 뉴올리언스의 갈베스 거리는 그의 이름을 따서 명명되었다. 1779년, 갈베스는 여단장으로 진급했다.

## 미국 독립 전쟁

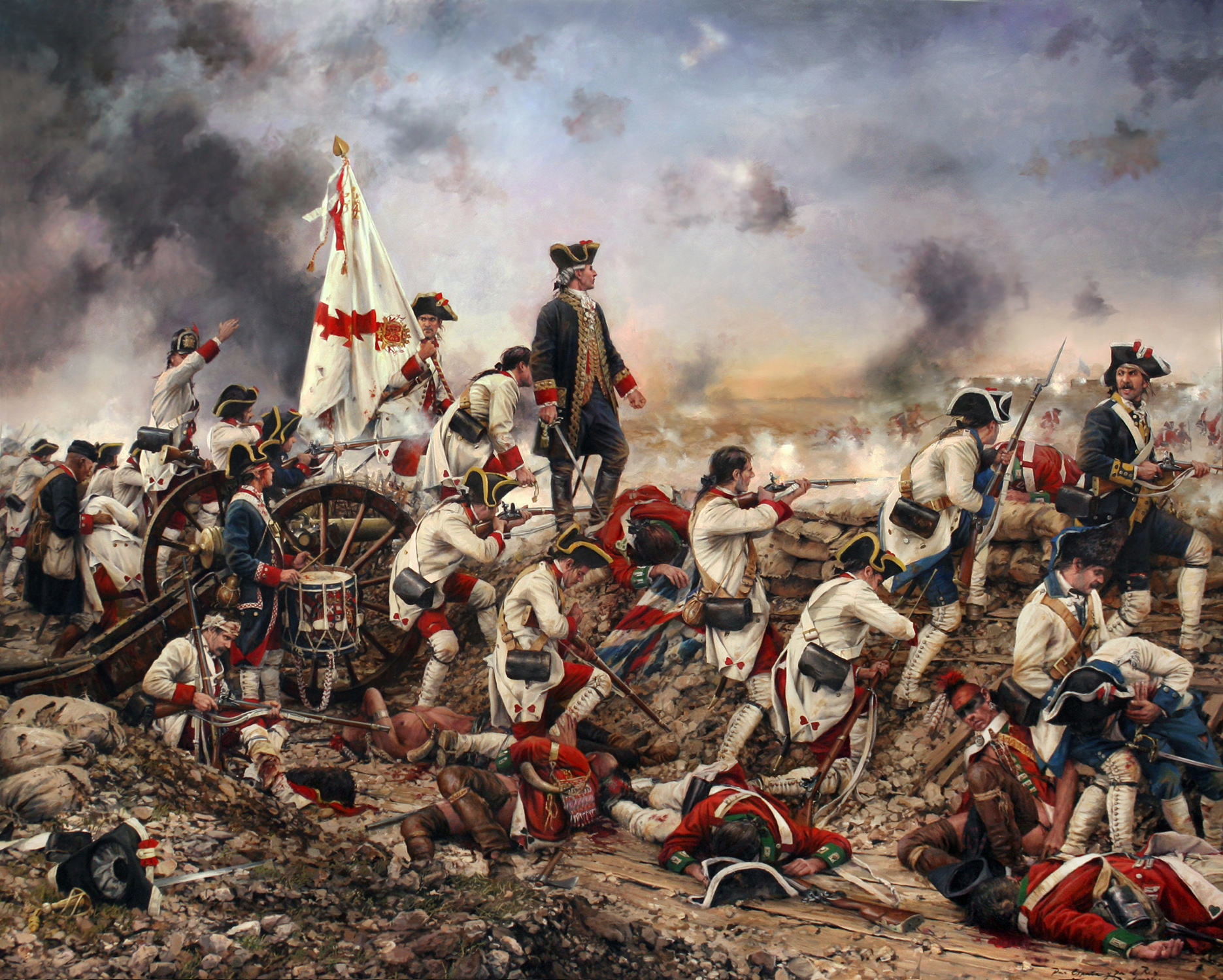
펜서콜라 공방전에서 갈베스를 그린 아우구스토 페레르-달마우의 그림

1776년 12월, 스페인 국왕 카를로스 3세는 미국에 대한 비밀 지원이 전략적으로 유용하다고 판단했지만, 스페인은 미국과 공식적인 동맹을 맺지 않았다. 1777년, 새로 인도 위원회 장관으로 임명된 호세 데 갈베스는 그의 조카 베르나르도 데 갈베스를 루이지애나 총독으로 뉴올리언스에 파견하여 미국과의 우호를 확보하라는 지시를 내렸다. 1777년 2월 20일, 마드리드의 스페인 국왕 대신들은 갈베스에게 미국인들에게 절실히 필요한 보급품을 판매하라고 비밀리에 지시했다. 영국군은 13개 식민지의 식민 항구를 봉쇄했고, 그 결과 뉴올리언스에서 미시시피강 상류로 가는 길은 효과적인 대안이 되었다. 갈베스는 미국 애국자 올리버 폴록과 협력하여 화약, 머스켓, 군복, 의약품 및 기타 보급품을 미국 식민지 반군에게 수송했다.

1778년 10월 31일, 대륙회의는 갈베스의 "이들 국가에 대한 활기차고 사심 없는 행동"에 감사를 표하는 결의안을 발표했다.

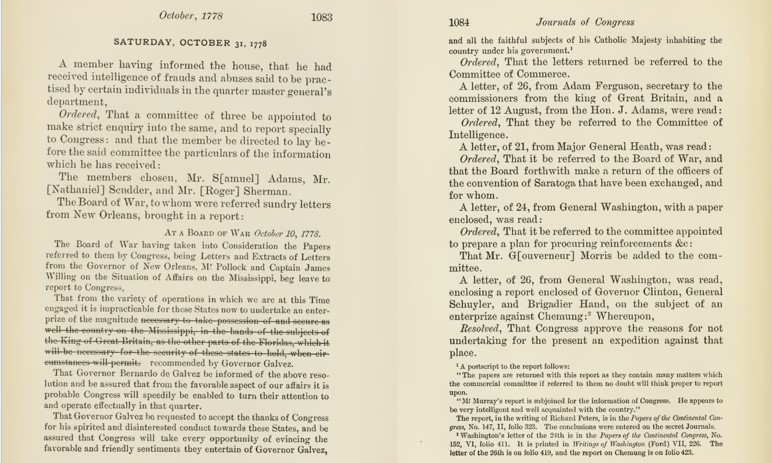
1778년 10월 31일, 대륙회의의 갈베스 총독에 대한 독립 운동 지원 노력에 감사하는 결의안

스페인이 아직 공식적으로 미국 독립운동에 참여하지 않았음에도 불구하고, 제임스 윌링이 이끄는 미국 약탈대가 약탈품과 여러 척의 나포된 영국 선박을 가지고 뉴올리언스에 나타나자, 갈베스는 미국인들을 영국에 넘겨주기를 거부했다. 1779년에 갈베스가 지휘하는 스페인군은 서플로리다 지방(나중에 플로리다 교구로 알려짐)을 영국으로부터 점령했다. 스페인의 동기는 영국에게 잃었던 영토, 특히 플로리다를 되찾고 지속적인 영국 위협을 제거할 기회였다.

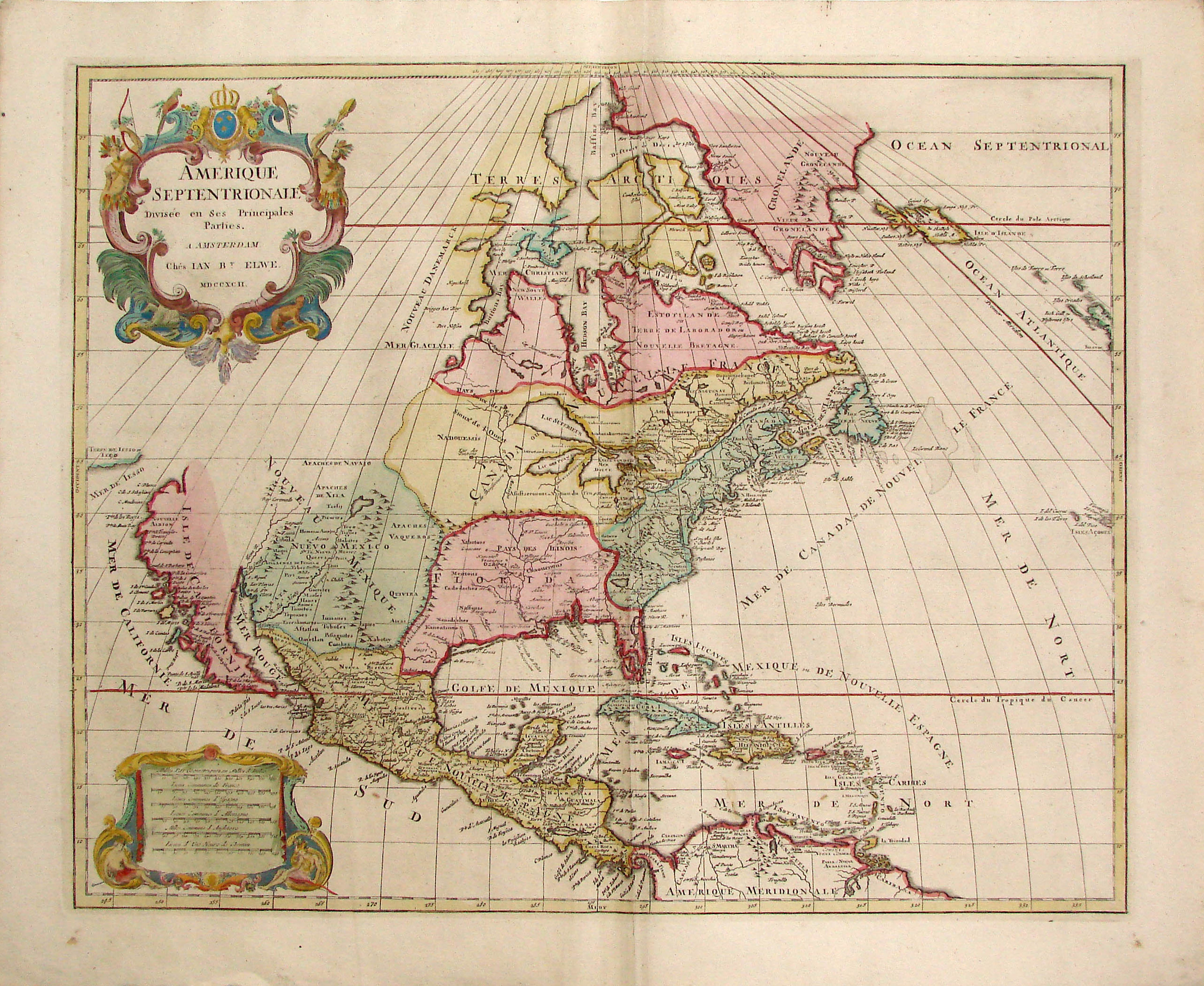
베르나르도 데 갈베스의 군사 작전 이후의 스페인령 플로리다 국경이 포함된 1792년 노르테아메리카, 자이요-엘베 지도. 스페인령 루이지애나와 스페인령 텍사스도 포함된 것으로 보인다.

1779년 6월 21일, 스페인은 공식적으로 영국에 선전포고했다. 6월 25일, 런던에서 발송된 비밀 및 극비로 표시된 서신이 존 캠벨 장군에게 펜서콜라로 전달되었다. 캠벨은 뉴올리언스 공격을 조직하는 것이 가장 중요하다고 지시받았다. 만약 캠벨이 뉴올리언스의 스페인 요새를 함락시킬 수 있다고 판단하면, 즉시 준비를 하도록 명령받았다. 여기에는 피터 파커 제독으로부터 자메이카 함대가 여유를 부릴 수 있는 만큼의 전투함을 확보하고, 주에서 모을 수 있는 모든 병력을 모으고, 감독관이 제공할 수 있는 만큼의 충성스러운 인디언을 모집하며, 폐하의 재무부 위원회를 통해 비용을 지불하는 것이 포함되었다. 캠벨에게 불운하게도, 그의 경력 전체를 결정지을 이 비밀 통신은 갈베스의 손에 넘어갔다. 조지 3세와 저메인의 통신을 읽은 후, 갈베스는 루이지애나 총독으로서 신속하고 비밀리에 전쟁을 위해 영토를 동원했다.
갈베스는 능숙한 군사 작전을 수행하여 1779년에 포트 뷰트, 배턴루지, 나체즈에서 영국 식민지군을 격파했다. 1779년 9월 21일의 배턴루지 전투는 영국군으로부터 미시시피강 하류를 해방시키고 루이지애나의 주도인 뉴올리언스에 대한 위협을 해소했다. 1780년 3월, 갈베스는 샬럿 요새 전투에서 영국으로부터 모빌을 탈환했다.
갈베스의 영국군에 대한 가장 중요한 군사적 승리는 1781년 5월 8일에 일어났는데, 그는 육상과 해상에서 펜서콜라를 공격하여 점령했다. 펜서콜라는 존 캠벨 장군으로부터 서플로리다의 영국 (과거 스페인)의 수도를 빼앗았다. 모빌과 펜서콜라의 상실로 영국은 멕시코만 연안에 거점이 없게 되었다.
1782년에 갈베스의 총체적 지휘 아래 있던 부대들은 바하마의 뉴프로비던스섬에 있는 나소의 영국 해군 기지를 한 발도 쏘지 않고 점령했다. 그러나 갈베스는 작전이 자신의 명령에 반하여 진행된 것에 분노하여 원정대 사령관인 후안 마누엘 카히갈의 전속부관인 프란시스코 데 미란다를 체포하여 투옥하라고 명령했다. 미란다는 나중에 갈베스의 행동이 카히갈의 성공에 대한 질투에서 비롯된 것이라고 설명했다.

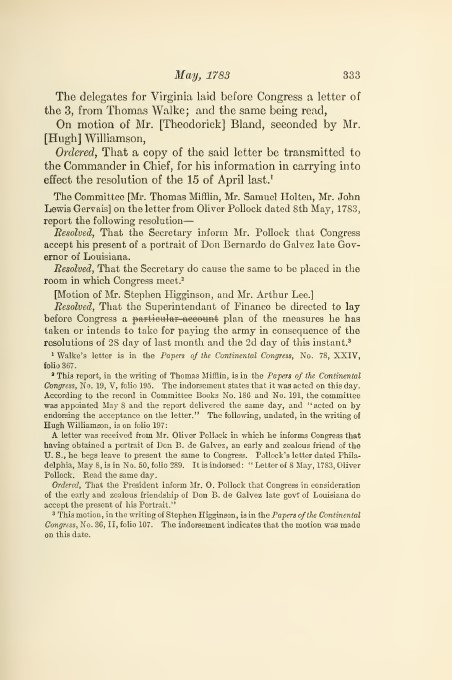
1783년 5월 9일, 의회 회의록. 갈베스 초상화를 의회에 전시하기로 한 결의안.

1783년 5월 9일, 대륙회의는 올리버 폴록이 입수한 갈베스의 초상화를 "...의회가 만나는 방에" 전시하기로 결의했다.

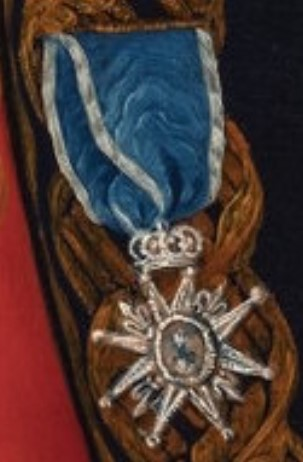
카를로스 3세 훈장 휘장을 보여주는 호세 헤르만 데 알파로의 1785년 베르나르도 데 갈베스 초상화 세부

갈베스는 영국군에 대한 군사적 승리로 스페인으로부터 많은 영예를 받았는데, 중장 및 야전원수로의 진급, 루이지애나와 플로리다(현재 쿠바와 분리됨)의 총독 및 총사령관, 그리고 아메리카 주둔 스페인 원정군의 지휘권, 갈베스 타운 자작 및 갈베스 백작 작위 등이 그것이다. 그를 그린 거의 모든 공식 초상화에 그가 착용한 휘장이 보여주듯이, 갈베스는 카를로스 3세 훈장도 받았다. 그러나 그의 휘장은 카를로스 3세 기사 십자 훈장과는 달랐는데, 그의 휘장은 메달이 왕관 장식으로 리본에 연결되어 있었지만, 기사 십자 훈장은 화환을 통해 연결되어 있었다.
갈베스가 자메이카를 점령하기 위한 새로운 원정을 준비하는 동안 미국 독립 전쟁은 끝났다. 미국의 관점에서 갈베스의 원정은 영국이 남쪽에서 미국 반군을 포위할 기회를 봉쇄하고 필수 보급품 수송로를 계속 열어두었다. 그는 또한 올리버 폴록을 통해 미국 혁명군에게 보급품과 병력을 지원했으며, 폴록으로부터 서플로리다의 영국군에 대한 군사정보를 얻었다. 프랑스와 스페인의 경우, 갈베스의 미국 전쟁 노력에서의 군사적 성공은 파리 평화 조약 (1783년)에 플로리다(현재 동플로리다와 서플로리다 두 지방으로 나뉨)를 스페인에 공식적으로 반환하는 조항이 포함되게 했다. 이 조약은 북부의 옛 영국 식민지들의 정치적 독립을 인정했으며, 서명으로 영국과의 전쟁이 종식되었다.

## 누에바에스파냐 부왕

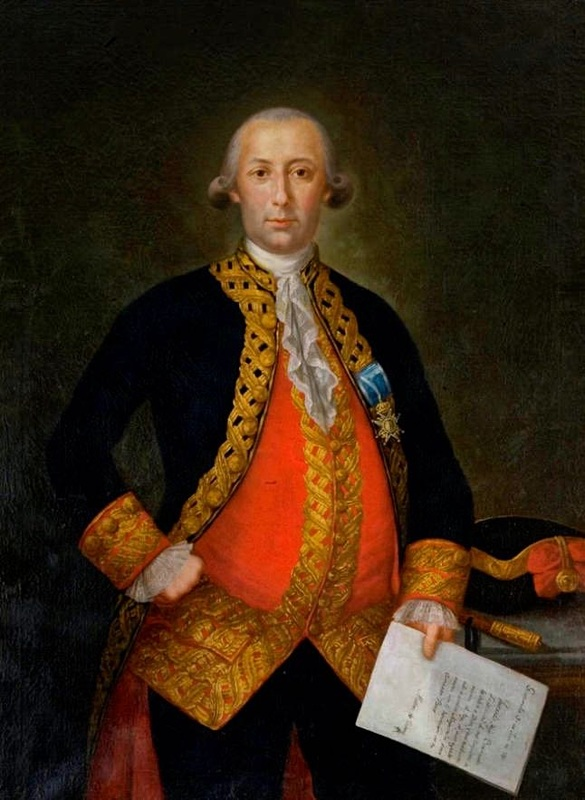
미국 국회의사당에 전시된 마리아노 살바도르 마엘라의 갈베스 초상화

1783년, 베르나르도 데 갈베스는 백작으로 봉해지고, 육군 중장으로 진급했으며, 쿠바의 총독 겸 총사령관으로 임명되었다. 1783년 5월 20일, 카를로스 3세에 의해 갈베스 백작("conde de Gálvez")과 갈베스 타운 자작("vizconde de Gálvez-Town") 작위를 받았다. 그는 이듬해 10월에 새로운 직책을 맡기 위해 서인도 제도로 돌아왔다. 그가 아바나에 도착한 직후, 그의 아버지인 마티아스 데 갈베스 이 가야르도(당시 누에바에스파냐의 부왕)가 11월에 사망했고, 베르나르도 데 갈베스가 그 자리를 채우기 위해 임명되었다. 그는 1785년 5월 21일에 베라크루스에 도착했으며, 6월에는 멕시코시티에 공식적으로 입성했다.
그의 재임 기간 동안 두 가지 큰 재앙이 발생했다. 1785년 9월의 서리로 인해 1786년 기근이 발생했으며, 같은 해에 발진티푸스 전염병이 발생하여 30만 명이 사망했다. 기근 동안 갈베스는 자신의 유산에서 12,000페소를 기부하고 다른 곳에서 100,000페소를 모금하여 주민들을 위해 옥수수와 콩을 구입했다. 그는 또한 미래 농업 생산을 늘리기 위한 정책을 시행했다.
1785년에 갈베스는 차풀테펙성 건설을 시작했다. 그는 또한 성당의 탑과 거리 포장을 명령하고, 멕시코시티에 가로등을 설치하도록 했다. 그는 아카풀코로 가는 고속도로 공사를 계속했으며, 이 프로젝트에서 인디언 노동 착취를 줄이기 위한 조치를 취했다. 그는 복권 및 기타 우발적인 게임 수입의 16%를 자선 사업에 할애했다.
갈베스는 마르틴 세세 이 라카스타가 이끄는 누에바에스파냐 왕립 식물 탐사대를 후원하여 식민지의 과학 발전에 기여했다. 이 식물학자 및 자연주의자 탐사대는 포괄적인 목록을 작성했으며, 이는 스페인에서 플로라 멕시카나(Flora Mexicana)라는 협동 작업으로 출판되어 누에바에스파냐에서 발견된 다양한 식물, 조류, 어류 종을 분류했다.
어느 날, 부왕이 말을 타고 아우디엔시아를 만나러 가던 중(자신의 보고서에 따르면) 세 명의 범죄자를 교수대로 호송하는 병사들과 마주쳤다. 그는 교수형을 중단시켰고, 나중에 범죄자들을 풀어주었다.
1786년 가을 초에 발진티푸스 유행이 진정된 후, 베르나르도 데 갈베스는 이 질병의 마지막 희생자 중 한 명이 된 것으로 보이며, 병상에 누웠다. 1786년 11월 8일, 그는 총사령관 직을 제외한 모든 정부 업무를 아우디엔시아에 넘겼다. 1786년 11월 30일, 갈베스는 타쿠바야 (현재 멕시코시티의 일부)에서 40세의 나이로 사망했다. 갈베스는 멕시코시티의 산 페르난도 교회에서 아버지 옆에 묻혔다.
베르나르도 데 갈베스는 Ordenanzas para el Teatro de Comedias de México와 Instrución para el Buen Gobierno de las Provincias Internas de la Nueva España(누에바에스파냐 내부 지방 통치 지침, 1786년) 등 몇 가지 저작물을 남겼으며, 후자는 식민지 시대가 끝날 때까지 효력을 유지했다. 그의 "지침"에서 갈베스는 인디언에게 소총과 교역품을 팔아 그들을 스페인 정부에 의존하게 만드는 정책을 옹호했으며, 이러한 유인책이 그들을 진정시키지 못하면 아파치족에 대한 전쟁을 승인했다.

## 유산

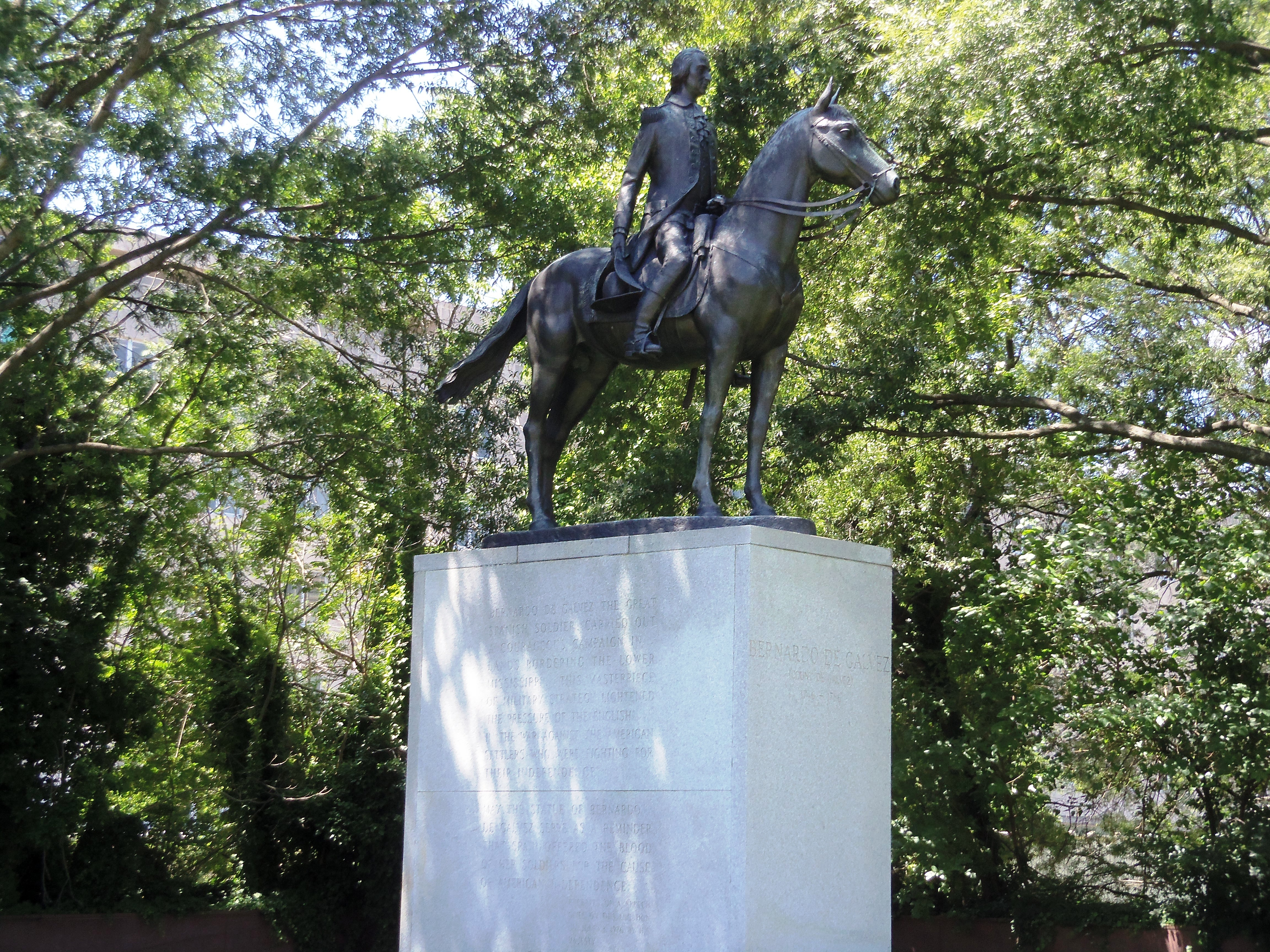
워싱턴 D.C. 버지니아 애비뉴에 있는 갈베스 기마상

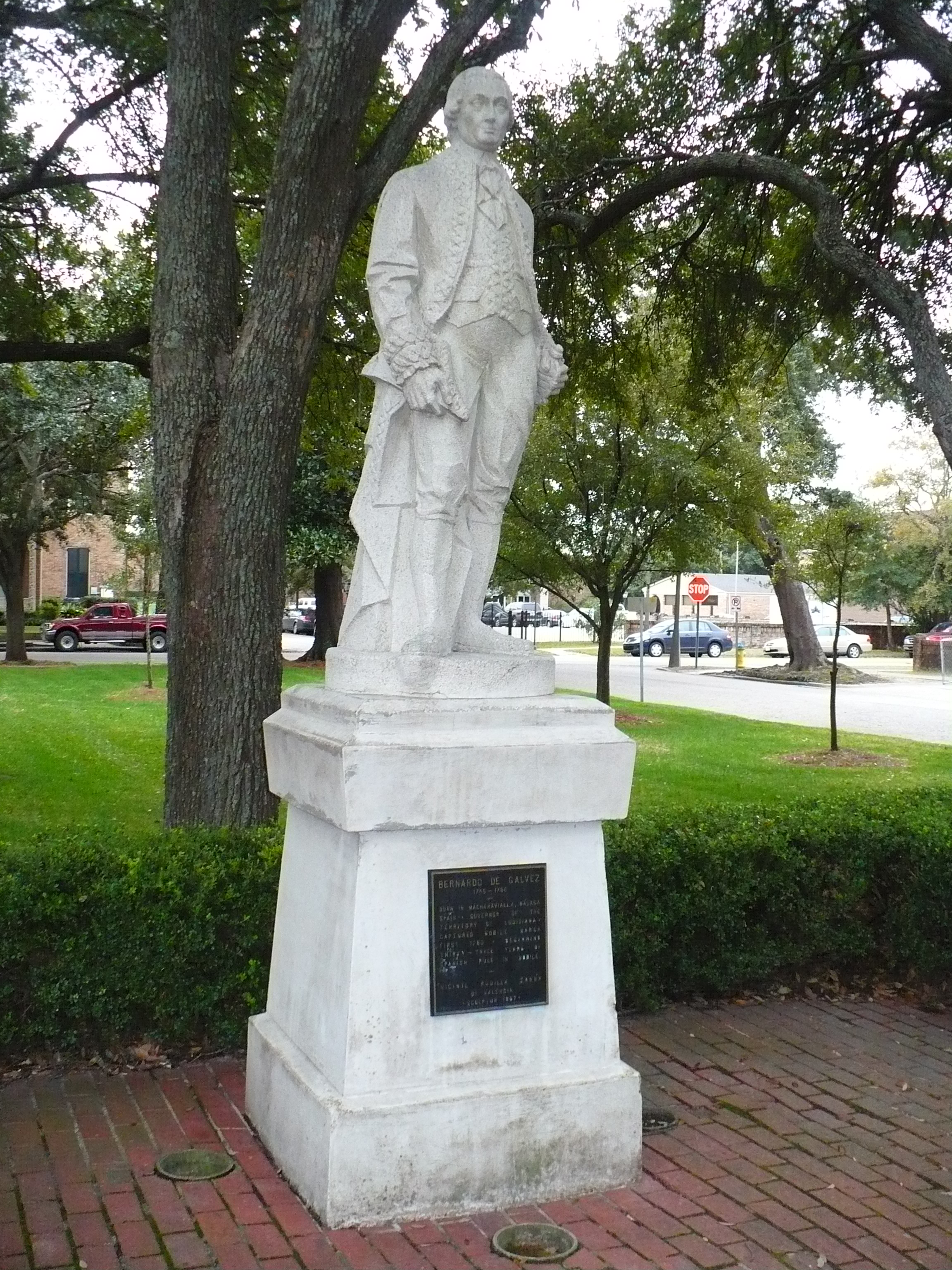
앨라배마주 모빌의 스페인 광장에 있는 베르나르도 데 갈베스 동상

갤버스턴, 갤버스턴만, 갤버스턴군, 갈베스 (루이지애나주), 그리고 세인트버나드군은 다른 지역들과 함께 그의 이름을 따서 명명되었다. 이스트펠리시아나군과 웨스트펠리시아나군 (원래는 단일 교구)은 그의 아내 마리 펠리시테 드 생-막상 데스트르앙의 이름을 따서 명명되었다고 한다.
루이지애나 주립 박물관의 한 지부인 뉴올리언스 잭슨 스퀘어에 위치한 카빌도에는 갈베스 장군의 초상화와 함께 그의 전기 정보가 전시되어 있다. 도시의 중심 업무 지구에 있는 스페인 광장에는 뉴올리언스 세계 무역 센터 옆에 갈베스의 기마상이 있다. 뉴올리언스에는 갈베스 거리도 있다. 모빌 (앨라배마주)에도 갈베스의 동상이 있는 스페인 광장이 있다.
배턴루지 (현 주도)에는 시청 옆에 갈베스 광장이 조성되어 있으며 시 행사 장소로 자주 사용된다. 또한 13층짜리 갈베스 빌딩은 배턴루지 시내 캐피톨 공원 구역에 있는 주 정부의 행정 사무실 건물 단지의 일부이다.
1911년, 호텔 갈베스가 갤버스턴 P 애비뉴에 건설되었는데, 이 거리는 베르나르도 데 갈베스 애비뉴로 알려져 있다. 이 호텔은 1979년 4월 4일에 미국 국립사적지로 등재되었다.
2014년 12월 16일, 미국 의회는 갈베스에게 명예 시민권을 수여하며, 그를 "미국인들의 자유를 위해 목숨을 걸고 전쟁 노력에 물자, 정보, 강력한 군사적 지원을 제공한 혁명 전쟁의 영웅"으로 칭했다. 2019년, 스페인 정부는 워싱턴 D.C.의 스페인 대사관 앞에 갈베스의 32-인치-tall  (80 cm) 동상을 세웠다. 또한 2014년 12월 9일에는 마리아노 살바도르 마엘라가 1784년에 그린 갈베스의 초상화 복제품(스페인 예술가 카를로스 몬세라테가 그림)이 미국 국회의사당 상원 외교 위원회 회의실(S-116)에서 공개되었다. 이 행위는 1783년 5월 9일 갈베스의 초상화를 의회에 전시하라는 결의안을 이행한 것이었다.
2024년 6월, 컨스텔레이션급 호위함인 USS 갈베스 (FFG-67)가 그의 이름을 따서 명명되었다.

## 문장

베르나르도 데 갈베스의 문장
갈베스 백작으로서의 문장 (1783–1786)

## 같이 보기
- 베르나르도 데 갈베스, 워싱턴 D.C.의 1976년 기마상
- 갈베스 타운 (슬루프 브리그) – 나포된 영국 선박을 개명하여 1780년 모빌 탈환에 참여; 200년 이상 후 스페인에서 복제품이 제작됨.
- 미국 독립 전쟁에서의 스페인
- 마티아스 데 갈베스 이 가야르도, 베르나르도의 아버지
- 호세 데 갈베스, 베르나르도의 삼촌
- USS 갈베스, 베르나르도의 이름을 딴 미국 호위함

## 내용주
1. ↑  “Bernardo de Gálvez y Madrid's Very Good Year”. 《Roll Call》 (영어). 2014년 12월 29일. 2022년 1월 31일에 확인함.
2. ↑  Roig-Franzia, Manuel (2014년 10월 30일). “A picture of persistence in honoring a Spanish hero of the Revolutionary War”. 《Washington Post》 (미국 영어). ISSN 0190-8286. 2022년 1월 31일에 확인함.
3. 1 2  Bridget Bowman (2014년 12월 29일). “Bernardo de Gálvez y Madrid's Very Good Year”. 《Roll Call》 (The Economist Group). 2017년 6월 8일에 확인함.
4. ↑  José Antonio Calderón Quijano (1968). 《Los Virreyes de nueva España en el reinado de Carlos III.: Martín de Mayorga (1779–1783), por J. J. Real Díaz y A. M. Heredia Herrera. Matías de Gálvez (1783–1784), por M. Rodríguez del Valle y A. Conejo Díez de la Cortina. Bernardo de Gálvez (1785–1786), por Ma. del Carmen Galbis Díez. Alonso Núnez de Haro, 1787, por A. Rubio Gil》. Escuela Gráfica Salesiana. 327쪽.
5. ↑  David J. Weber (1992). 《The Spanish Frontier in North America》. Yale University Press. 443쪽. ISBN 978-0-300-05917-5.
6. ↑  Luis Navarro García (1964). 《Don José de Gálvez y la Comandancia General de las Provincias Internas del norte de Nueva España》. Consejo Superior de Investigaciones Científicas. 143쪽.
7. ↑  José Miguel Morales Folguera (1985). 〈I. Antecedentes, causas y modalidades de la nueva expansión colonial española hacia norteamérica en el siglo xviii〉. 《Urbanismo hispanoamericano en el sudeste de los EE.UU. (Luisiana y Florida). La obra del malagueño Bernardo de Gálvez y Gallardo (1746–1789)》. Andalucia y America en el siglo XVIII: actas de las IV Jornadas de Andalucia y America (Universidad de Santa María de la Rábida, marzo, 1984) (스페인어). Seville: Editorial CSIC - CSIC Press. 122쪽. ISBN 84-00-06091-1.
8. ↑  José Rodulfo Boeta (1977). 《Bernardo de Gálvez》. Publicaciones Españolas. 42쪽. ISBN 9788450021561.
9. 1 2  John Walton Caughey (1934). 《Bernardo de Gálvez in Louisiana, 1776–1783》. University of California Press. 62쪽.
10. ↑  René Chartrand (2013년 3월 20일). 《American War of Independence Commanders》. Bloomsbury Publishing. 53쪽. ISBN 978-1-4728-0300-9.
11. ↑  Kieran McCarty (1994). 《Bernardo de Galvez on the Apache Frontier: The Education of a Future Viceroy》. 《Journal of the Southwest》 36. 127쪽. JSTOR 40169957.
12. ↑  Pekka Hämäläinen (2008). 《The Comanche Empire》. Yale University Press. 124쪽. ISBN 978-0-300-15117-6.
13. 1 2 3  Light Townsend Cummins (2006). 《The Gálvez Family and Spanish Participation In the Independence of the United States of America》 (pdf). 《Revista Complutense de Historia de América》 (영어) 32 (Facultad de Geografía e Historia, Universidad Complutense de Madrid). 187쪽. ISSN 1132-8312. 2017년 6월 8일에 확인함.
14. ↑  Max L. Moorhead (1991). 《The Presidio: Bastion of the Spanish Borderlands》. University of Oklahoma Press. 99쪽. ISBN 978-0-8061-2317-2.
15. ↑  Eduardo Garrigues (2016년 2월 9일). 《El que tenga valor que me siga: En vida de Bernardo de Gálvez》 (스페인어). La Esfera de los Libros. 301쪽. ISBN 978-84-9060-614-8.
16. ↑  José Rodulfo Boeta (1977). 《Bernardo de Gálvez》. Publicaciones Españolas. 46쪽. ISBN 9788450021561.
17. ↑  José Montero de Pedro (2000). 《The Spanish in New Orleans and Louisiana》. Pelican Publishing. 48쪽. ISBN 978-1-4556-1227-7.
18. ↑  Michael Klein. “Louisiana: European Explorations and the Louisiana Purchase – Louisiana under Spanish Rule” (PDF). 《loc.gov/collections》. United States Library of Congress. 40쪽. 2017년 6월 9일에 확인함.
19. ↑  Madame Calderón de la Barca (Frances Erskine Inglis) (1959). 《La vida en Mexico durante una residencia de dos afios en ese pais》. Porrúa. 44쪽.
20. ↑  Sanders, Mary Elizabeth (2002). 〈II〉. 《St. Mary Parish, Louisiana, Heirship Series Vol. II: Selected Annotated Abstracts of Marriage Book 1, 1811–1829》. Pelican Publishing. 122쪽. ISBN 978-1-4556-1234-5.
21. ↑  Virginia Parks; Pensacola Historical Society (1981년 4월 1일). 《Siege! Spain and Britain: Battle of Pensacola, March 9-May 8, 1781》. Pensacola Historical Society. 24쪽. ISBN 9780939566006.
22. ↑  Larrie D. Ferreiro (2016). 《Brothers at Arms: American Independence and the Men of France and Spain Who Saved It》. Knopf Doubleday Publishing Group. 133쪽. ISBN 978-1-101-87524-7.
23. ↑  Dictionary of Louisiana Biography (2008). “ST. MAXENT, Marie Félicité (Felicítas)”. 《www.lahistory.org》. Louisiana Historical Association. 2016년 7월 16일에 원본 문서에서 보존된 문서. 2017년 6월 8일에 확인함.
24. ↑  Paul E. Hoffman (2004년 1월 1일). 《The Louisiana Purchase and Its Peoples: Perspectives from the New Orleans Conference》. Louisiana Historical Association and Center for Louisiana Studies, University of Louisiana at Lafayette. 119쪽. ISBN 978-1-887366-51-9.
25. 1 2  William R. Nester (2004). 《The Frontier War for American Independence》. Stackpole Books. 182쪽. ISBN 978-0-8117-0077-1.
26. ↑  "Caughey 1934, p. 250"
27. 1 2  《Louisiana Review》. Conseil pour le développement du français en Louisiane. 1975. 68쪽.
28. ↑  David Narrett (2015년 3월 5일). 《Adventurism and Empire: The Struggle for Mastery in the Louisiana-Florida Borderlands, 1762–1803》. UNC Press Books. 78–82, 101쪽. ISBN 978-1-4696-1834-0.
29. ↑  Fernando Benítez (2014년 10월 7일). 《De la Conquista a la Independencia》 (스페인어). Ediciones Era. 566쪽. ISBN 978-607-445-280-8. Estableció el libre tráfico de Nueva Orleáns con Cuba y Yucatán y fomentó la colonización de Nueva Iberia." (English): "He established New Orleans' free trade with Cuba and Yucatán and promoted the colonization of New Iberia.
30. ↑  Thomas E. Chávez (2002년 4월 11일). 《Spain and the Independence of the United States: An Intrinsic Gift》. UNM Press. 153쪽. ISBN 978-0-8263-2795-6.
31. ↑  Paul W. Mapp (2015). 〈The Revolutionary War and Europe's Great Powers〉.   Edward G. Gray; Jane Kamensky. 《The Oxford Handbook of the American Revolution》. Oxford University Press. 318쪽. ISBN 978-0-19-025776-7.
32. ↑  Library of Congress (2002). 《The Impact of the American Revolution Abroad》. The Minerva Group, Inc. 167쪽. ISBN 978-0-89875-978-5.
33. 1 2  Larrie D. Ferreiro (2016년 11월 15일). 《Brothers at Arms: American Independence and the Men of France and Spain Who Saved It》. Knopf Doubleday Publishing Group. 134쪽. ISBN 978-1-101-87525-4.
34. ↑  Continental Congress (1908). 《Journals of the Continental Congress 1774–1789, Edited from the original records in the Library of Congress by Gaillard Hunt, Volume XIV, 1778, September 2 - December 31》. Library of Congress Manuscript Division, United States. 1034–1035, October 31, 1778 entry쪽.
35. ↑  Sam Willis (2016년 2월 15일). 《The Struggle for Sea Power: A Naval History of the American Revolution》. W. W. Norton & Company. 172쪽. ISBN 978-0-393-24883-8.
36. ↑  Naval History & Heritage Command (U.S.) (2014년 7월 14일). 《Naval Documents of the American Revolution Volume 12, American Theater, April 1, 1778 – May 31, 1778; European Theater, April 1, 1778 – May 31, 1778》. Government Printing Office. 252쪽. ISBN 978-0-945274-72-8.
37. ↑  Samuel C. Hyde Jr. (1998년 2월 1일). 《Pistols and Politics: The Dilemma of Democracy in Louisiana's Florida Parishes, 1810–1899》. LSU Press. 19쪽. ISBN 978-0-8071-2270-9.
38. ↑  헬렌 혼백 태너 (1963). 《Zéspedes in East Florida, 1784–1790》. University of Miami Press. 11쪽.
39. ↑  Wilbert H. Timmons (1990). 《El Paso: A Borderlands History》. University of Texas at El Paso. 53쪽. ISBN 978-0-87404-207-8.
40. ↑  Desmond Gregory (1990). 《Minorca, the Illusory Prize: A History of the British Occupations of Minorca Between 1708 and 1802》. Associated University Presses. 208쪽. ISBN 978-0-8386-3389-2.
41. ↑  David Marley (1998). 《Wars of the Americas: A Chronology of Armed Conflict in the New World, 1492 to the Present》. ABC-CLIO. 321쪽. ISBN 978-0-87436-837-6.
42. ↑  "Chávez 2002" p. 135
43. ↑  Terry M. Mays (2009년 11월 18일). 《Historical Dictionary of the American Revolution》. Scarecrow Press. 79쪽. ISBN 978-0-8108-7503-6.
44. ↑  Piers Mackesy (1964). 《The War for America: 1775–1783》. U of Nebraska Press. 266쪽. ISBN 0-8032-8192-7.
45. ↑  George C. Osborn (April 1949). 《Major-General John Campbell in British West Florida》. 《Florida Historical Quarterly》. XXVII. 335쪽. 2017년 6월 11일에 확인함. Again, in November 1780, Germain informed Campbell that it was "the King's Wish" that Governor Dalling, Vice-Admiral Parker and he collaborate in an attack on New Orleans. General Campbell was to do all in his power to render the attack successful.
46. ↑  Virginia Parks (1981년 4월 1일). 《Siege! Spain and Britain: Battle of Pensacola, March 9-May 8, 1781》. Pensacola Historical Society. 34쪽. ISBN 9780939566006.
47. ↑  Robert Marshall Utley; Wilcomb E. Washburn (1985). 《Indian Wars》. Houghton Mifflin Harcourt. 109–쪽. ISBN 0-618-15464-7.
48. ↑  Great Britain. Royal Commission on Historical Manuscripts (1906). 《Report on American Manuscripts in the Royal Institution of Great Britain ...》. H. M. Stationery Office. 162쪽.
49. ↑  "Osborn1949" p. 326
50. ↑  Henry Putney Beers (2002년 3월 1일). 《French and Spanish Records of Louisiana: A Bibliographical Guide to Archive and Manuscript Sources》. LSU Press. 90쪽. ISBN 978-0-8071-2793-3.
51. ↑  James W. Raab (2007년 11월 5일). 《Spain, Britain and the American Revolution in Florida, 1763–1783》. McFarland. 135쪽. ISBN 978-0-7864-3213-4.
52. ↑  Robert D. Bush (2013년 10월 15일). 《The Louisiana Purchase: A Global Context》. Routledge. 19쪽. ISBN 978-1-135-07772-3.
53. ↑  Joseph G. Dawson III (1990년 2월 1일). 《The Louisiana Governors: From Iberville to Edwards》. LSU Press. 57쪽. ISBN 978-0-8071-1527-5.
54. ↑  N. Orwin Rush (1966). 《Spain's Final Triumph Over Great Britain in the Gulf of Mexico: The Battle of Pensacola March 9 to May 8, 1781》. Florida State University. 82–83쪽.
55. ↑  "Ferreiro 2016", p.253–254
56. ↑  Greg O'Brien (2015년 5월 20일). 《Pre-removal Choctaw History: Exploring New Paths》. University of Oklahoma Press. 124쪽. ISBN 978-0-8061-4988-2.
57. ↑  William Spence Robertson (1909). 《Francisco de Miranda and the Revolutionizing of Spanish America》. U.S. Government Printing Office. 240–242쪽.
58. ↑  "Chávez 2002" pp. 208–209
59. ↑  Continental Congress (1922). 《Journals of the Continental Congress 1774-1789, Edited from the original records in the Library of Congress by Gaillard Hunt, Volume XXIV, 1783, January 1 - August 29》. Library of Congress Manuscript Division, United States. 33, May 9, 1783 entry쪽.
60. ↑  Paul K. Davis (2003). 《Besieged: 100 Great Sieges from Jericho to Sarajevo》. Oxford University Press. 188쪽. ISBN 978-0-19-521930-2.
61. ↑  Lawrence N. Powell (2012년 4월 13일). 《The Accidental City》. Harvard University Press. 185–186쪽. ISBN 978-0-674-06544-4.
62. ↑  "Chávez 2002" p. 108
63. ↑  F. Todd Smith (2014년 11월 17일). 《Louisiana and the Gulf South Frontier, 1500–1821》. LSU Press. 160쪽. ISBN 978-0-8071-5711-4.
64. ↑  Alan Taylor (2016년 9월 6일). 《American Revolutions: A Continental History, 1750–1804》. W. W. Norton. 148쪽. ISBN 978-0-393-25387-0.
65. ↑  Department of Defense (August 1997). 〈American Revolution (1775–1783)〉. 《Hispanics in America's Defense》. Diane Publishing Company. 5–6쪽. ISBN 978-0-7881-4722-7.
66. ↑  Kathleen DuVal (April 2016). 《Independence Lost: Lives on the Edge of the American Revolution》. Random House Publishing Group. 229–230쪽. ISBN 978-0-8129-8120-9.
67. ↑  J. Chu (2012년 4월 14일). 《Stumbling Towards the Constitution: The Economic Consequences of Freedom in the Atlantic World》. Springer. 10쪽. ISBN 978-1-137-01080-3.
68. ↑  Quintero Saravia, Gonzalo M. (2018). 《Bernardo de Gálvez: Spanish Hero of the American Revolution》. Chapel Hill. 242, 472–473n153쪽. ISBN 978-1-4696-4080-8. OCLC 1029828120.
69. ↑  David J. Weber (2014년 5월 14일). 《Spanish Frontier in North America》. Yale University Press. 169쪽. ISBN 978-0-300-15621-8.
70. ↑  James Madison (1962). 《The Papers of James Madison》. University of Chicago Press. 10쪽. ISBN 978-0-226-36300-4.
71. ↑  Carol Helstosky (2014년 10월 3일). 《The Routledge History of Food》. Routledge. 81쪽. ISBN 978-1-317-62113-3.
72. ↑  David W. Stahle; Edward R. Cook; Dorian J. Burnette; Jose Villanueva; Julian Cerano; Jordan N. Burns; Daniel Griffin; Benjamin I. Cook; Rodolfo Acuna; Max C.A. Torbenson; Paul Sjezner; Ian M. Howard (2016년 10월 1일). 《The Mexican Drought Atlas: Tree-ring reconstructions of the soil moisture balance during the late pre-Hispanic, colonial, and modern eras》. 《Quaternary Science Reviews》 (영어) 149. 43쪽. Bibcode:2016QSRv..149...34S. doi:10.1016/j.quascirev.2016.06.018. The worst famine of the colonial era in Mexico occurred in 1786, and is referred to as El Ano de Hambre the year of hunger (Florescano and Swan, 1995; Therrell, 2005). Two to three years of drought and an early fall frost in 1785 again appear to have led to crop failure and famine in 1786 (Therrell, 2005; Therrell et al., 2006). An estimated 300,000 people died during El Ano de Hambre due to both famine and an outbreak of epidemic typhus in 1785–1787 (Cooper, 1965; Burns et al., 2014). The MXDA indicates that drought conditions were most serious during the two-year period from 1785 to 1786 when drought extended over most of Mexico, most severely over central and northeastern Mexico
73. 1 2  Steven Otfinoski (September 2008). 《The New Republic》. Marshall Cavendish. 17쪽. ISBN 978-0-7614-2938-8.
74. ↑  Juan Pedro Viqueira Albán (1999). 《Propriety and Permissiveness in Bourbon Mexico》. Rowman & Littlefield. 20쪽. ISBN 978-0-8420-2467-9.
75. ↑  "Chávez 2002", p. 12
76. ↑  Eduardo Philibert Mendoza (2011년 4월 15일). 《Personajes Notables de la Historia de México 2》. Panorama Editorial. 66쪽. ISBN 978-607-452-266-2.
77. ↑  Juana Vázquez Gómez (1997). 《Dictionary of Mexican Rulers, 1325-1997》. Greenwood Publishing Group. 45쪽. ISBN 978-0-313-30049-3.
78. 1 2  《The Historical Magazine, and Notes and Queries Concerning the Antiquities, History, and Biography of America》 VIII. C. Benjamin Richardson. 1864. 141쪽.
79. ↑  Elías Trabulse (January 1994). 《Ciencia y tecnología en el Nuevo Mundo》. El Colegio de México. 145쪽. ISBN 978-968-16-4390-4.
80. ↑  Shelley E. Garrigan (2012). 《Collecting Mexico: Museums, Monuments, and the Creation of National Identity》. U of Minnesota Press. 71–72쪽. ISBN 978-0-8166-7092-5.
81. ↑  José Rodulfo Boeta (1977). 《Bernardo de Gálvez》. Publicaciones Españolas. 130쪽. ISBN 9788450021561.
82. ↑  《Publications of the University of California at Los Angeles in Social Sciences》. University of California Press. 1934. 256쪽.
83. ↑  《Artes de México》. Frente Nacional de Artes Plásticas. 1960. 90쪽.
84. ↑  "Chávez 2002", p. 219
85. ↑  《Revista complutense de historia de América》. Facultad de Geografía e Historia, Universidad Complutense de Madrid. 2006. 192쪽.
86. ↑  Francisco Pimentel (1904). 《Obras completas》 IV. Tipografía económica. 351쪽.
87. ↑  New Spain; Bernardo de Gálvez (1951). 《Instructions for Governing the Interior Provinces of New Spain, 1786》. Quivira Society.
88. ↑  David J. Weber (2005). 《Bárbaros: Spaniards and Their Savages in the Age of Enlightenment》. Yale University Press. 165쪽. ISBN 978-0-300-10501-8.
89. ↑  Raphael Brewster Folsom (2014). 《The Yaquis and the Empire: Violence, Spanish Imperial Power, and Native Resilience in Colonial Mexico》. Yale University Press. 251쪽. ISBN 978-0-300-19689-4.
90. ↑  William B. Griffen (1998년 9월 1일). 《Apaches at War and Peace: The Janos Presidio, 1750–1858》. University of Oklahoma Press. 53쪽. ISBN 978-0-8061-3084-2.
91. ↑  Roberto Mario Salmón (1991). 《Indian Revolts in Northern New Spain: A Synthesis of Resistance, 1680–1786》. University Press of America. 117쪽. ISBN 978-0-8191-7983-8.
92. ↑  Lawrence N. Powell (2012년 4월 13일). 《The Accidental City》. Harvard University Press. 180쪽. ISBN 978-0-674-06544-4.
93. ↑  Robert Jeanfreau (2012년 3월 14일). 《The Story Behind the Stone》. Pelican Publishing Company, Inc. 23쪽. ISBN 978-1-4556-1519-3.
94. ↑  Sally Asher (2014년 3월 18일). 《Hope & New Orleans: A History of Crescent City Street Names》. Arcadia Publishing. 31쪽. ISBN 978-1-62584-509-2.
95. ↑  Robert B. Kane (2016년 8월 2일). “Bernardo de Gálvez”. 《Encyclopedia of Alabama》 (영어). Auburn University. 2017년 6월 25일에 원본 문서에서 보존된 문서. 2017년 6월 25일에 확인함.
96. ↑  David K. Gleason (1991). 《Baton Rouge: Photographs and Text》. Louisiana State University Press. 35쪽. ISBN 978-0-8071-1715-6.
97. ↑  “H.J.Res.105 - Conferring honorary citizenship of the United States on Bernardo de Gálvez y Madrid, Viscount of Galveston and Count of Gálvez.”. 《Congress.gov》. 2014년 12월 16일. 2014년 12월 20일에 확인함.
98. ↑  John Kelly (July 17, 2019), "The Spaniard Who Helped Win the Revolutionary War Has a New Statue in D.C.," The Washington Post.
99. ↑  "Happy Birthday Bernardo de Gálvez y Madrid–An Honorary U.S. Citizen", https://blogs.loc.gov/law/2018/07/bernardo-de-galvez/
100. ↑  "When Gálvez Came to Congress", https://www.herenciahispanaoculta.com/77-when-galvez-came-to-congress.html/
101. ↑  “SECNAV Names Future Guided Missile Frigate USS Galvez (FFG 67)”. 《United States Navy》 (미국 영어). 2024년 6월 21일. 2024년 6월 22일에 확인함.

## 더 읽어보기
- Caughey, John Walton (1998). Bernardo de Gálvez in Louisiana 1776–1783, Gretna: Pelican Publishing Company.
- Chávez, Thomas E. (2002). Spain and the Independence of the United States: An Intrinsic Gift, Albuquerque: University of New Mexico Press.
- Gálvez, Bernardo de (1967) [1786]. Instructions for Governing the Interior Provinces of New Spain, 1786. New York: Arno Press.
- Mitchell, Barbara (Autumn 2010). 《America's Spanish Savior: Bernardo de Gálvez marches to rescue the colonies》. 《MHQ: The Quarterly Journal of Military History》. 98–104쪽.
- Quintero Saravia, Gonzalo M. Bernardo de Gálvez: Spanish Hero of the American Revolution (2018). 616 pp Scholarly biography; online review
- Ritter, Luke. "The American Revolution on the Periphery of Empires: Don Bernardo de Gálvez & the Spanish-American Alliance, 1763–1783." Journal of Early American History (2017) 7#2:177-201.
- Thonhoff, Robert H. (2000). 《The Texas Connection With The American Revolution》. 오스틴: Eakin Press. ISBN 1-57168-418-2.
- Woodward, Ralph Lee Jr. Tribute to Don Bernardo de Gálvez. Baton Rouge : Historic New Orleans Collection, 1979.
- (스페인어) "Gálvez, Bernardo de," Enciclopedia de México, v. 6. Mexico City: 1987.
- (스페인어) García Puron, Manuel (1984). México y sus gobernantes, v. 1. Mexico City: Joaquín Porrua.
- (스페인어) Orozco L., Fernando (1988). Fechas Históricas de México. Mexico City: Panorama Editorial, ISBN 968-38-0046-7.
- (스페인어) Orozco Linares, Fernando (1985). Gobernantes de México. Mexico City: Panorama Editorial, ISBN 968-38-0260-5.